# مات فيسر
مات فيسر (بالإنجليزية: Matt Visser)‏ هو رياضياتي نيوزيلندي، ولد في 1950.